# خرسانة جاهزة

يستخدم الخلّاط المتنقل لولب أرخميدس بسيط لتقليب ورفع الخرسانة إلى أنبوب التسليم.

الخرسانة الجاهزة هي خرسانة صنعت مسبقًا في مصنع خرسانة وفقًا لمقادير ثابتة، لتنقل لاحقًا إلى موقع العمل باستخدام ناقلة مثبت عليها خلّاط كبير. ينتج عن ذلك خليط دقيق، مما يسمح لتصنيع خلائط خرسانة مختلفة حسب الغرض منها ليتم صبّها مباشرة في مواقع البناء. بني أول مصنع للخرسانة الجاهزة في ثلاثينيات القرن العشرين، لكن هذه الصناعة لم تتوسع بصورة كبيرة حتى ستينيات القرن ذاته، ثم استمرت في الازدهار إلى اليوم.
تفضل الخرسانة الجاهزة غالبًا عن تلك المعدّة في موقع العمل، وذلك بسبب دقة الخليط وحفاظها على موقع العمل.
يشير مصطلح الخرسانة الجاهزة إلى المزيج الخرساني المصنع خصيصًا لينقل إلى موقع بناء العميل مخلوطًا حديثًا وجاهز للصب. الخرسانة هي خليط من الأسمنت البورتلاندي والماء وكميات من الرمل والزلط أو الحصى المجروش. تباع الخرسانة الجاهزة بالحجم، معبرًا عنه عادة بالمتر المكعب (أو اليارد المكعّب في الولايات المتحدة).
تصنّع الخرسانة الجاهزة وتنقل وتصب في الموقع المراد باستخدام معدات وأساليب متطورة. في عام 2011، بلغ عدد الشركات في مجال صناعة الخرساة الجاهزة 2,223 شركة في الولايات المتحدة، يعمل لديها 72,924 عامل.

## عيوب الخرسانة الجاهزة
- يتم مزج مكونات الخرسانة وخلطها في المصنع، لذا يتطلب نقلها إلى الموقع فترات طويلة في حالة بعد في المسافات. في بعض الحالات تكون المواقع بعيدة للغاية عن المصنع، وحينها يمكن استخدام مثبطات.[3]
- يجب أن تتحمّل الطرق وفي طريق الموقع وبداخلها الوزن الهائل لناقلة الخرسانة الجاهزة والخرسانة بداخلها. (تزن الخرسانة الخضراء 2.5 طن لكل متر مكعب) ويمكن التغلب على هذه المشكلة من خلال الاستعانة بشركات «الخليط المصغّر» والتي تستخدم خلّاطات صغيرة بسعة 4 متر مكعب، يمكنها التنقل بداخل بعض المواقع الحرجة.
- الفترة الحرجة بين خلط الخرسانة وصبّها، حيث يلزم أن تصب الخرسانة الجاهزة خلال 210 دقيقة بعد خلطها في المصنع.[4] تحسّن الإضافات الحديثة من مدة تلك الفترات الزمنية، على الرغم من ذلك تعد مراعاة كمية ونوع الإضافات ضرورية جدًا.

## خرسانة الخلاطات المتنقلة

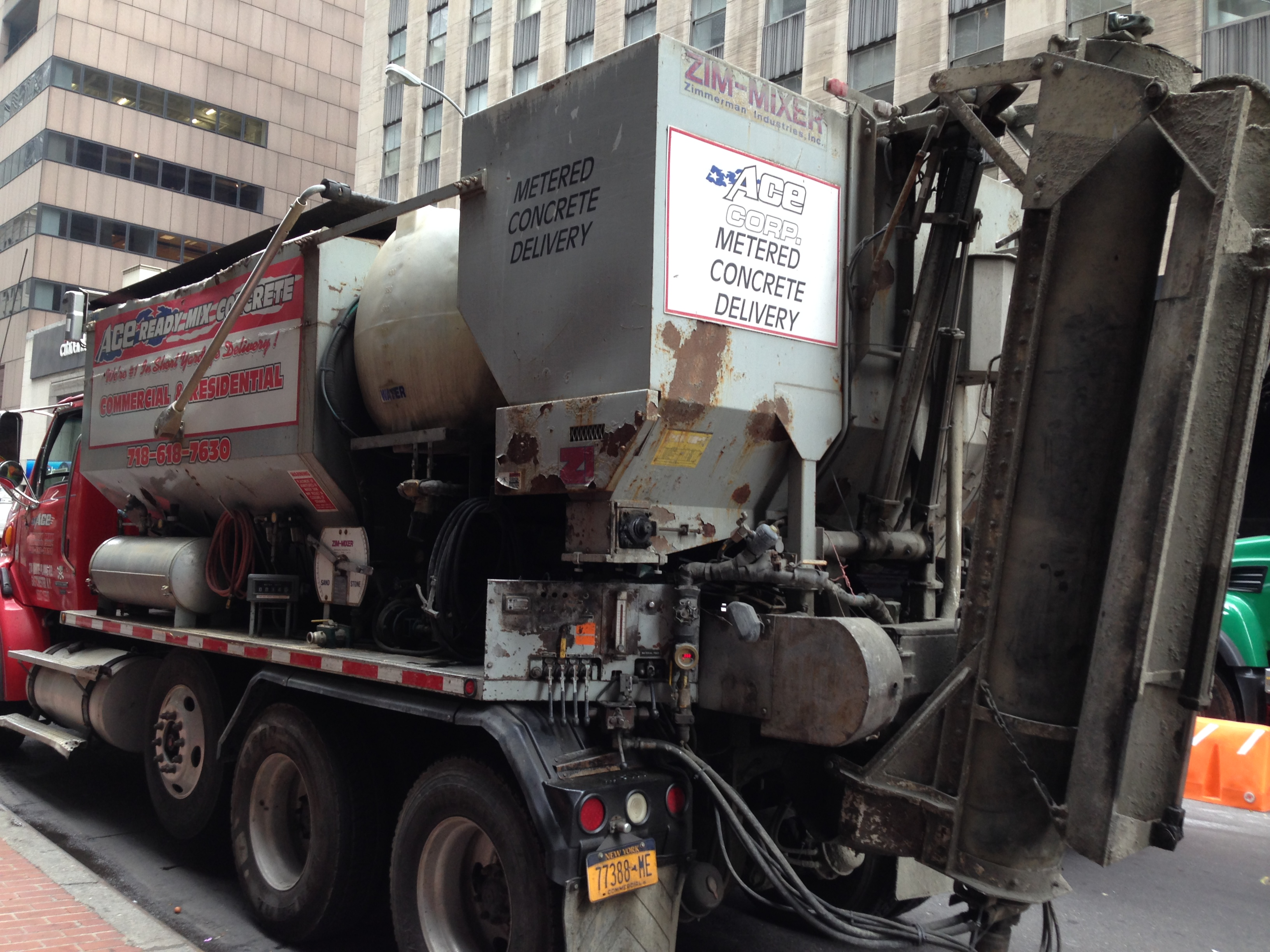
خلاطة خرسانة متنقلة، تحمل مكونات الخرسانة والماء إلى الموقع لتقوم بخلطهم هناك وتوفير خرسانة حديثة الخلط.

تستخدم الخلاطات الحجمية المتنقلة كوسيلة بديلة للخرسانة الجاهزة من ناحية تزويد خرسانة مقاسة. الخلّاط الحجمي المتنقل هو شاحنة تحمل مكونات الخرسانة والماء ليتم خلطهم في الخلاط المثبت على الشاحنة بعد وصولها للموقع وتزويده بالخرسانة. تتميز عملية الخلط باستخدام الخلاطات المتنقلة عن الخرسانة الجاهزة بأنها لا تكون عرضة للفساد إذا ما تأخرت الخرسانة لأية سبب كما هو الحال في الخرسانة الجاهزة، إلا أنها ليست بنفس دقتها. تجمع هذه الطريقة بين الخرسانة الجاهزة والخلط في الموقع.

### الخرسانة الجاهزة أم الخرسانة المعدّة في الموقع
- يخدم مصنع الخرسانة الجاهزة مساحات كبيرة، إلا أن الخرسانة المعدّة في الموقع باستخدام الخلاطات المتنقلة مساحات أكبر ومناطقة نائية يكون من غير الممكن تغطيتها باستخدام مصانع الخرسانة الجاهزة.
- نظرًا لأن الخرسانة المعدّة في الخلاطات بالموقع يتم معايرتها حسب الحجم، لا تكون جودتها على قدر الخرسانة الجاهزة التي تعتمد في معايرة مقاديرها على الوزن.